# Patricia Avery
Patricia Avery (Boston, 19 novembre 1902 – La Crescenta-Montrose, 21 agosto 1973) è stata un'attrice statunitense.

## Biografia
Giunta a Hollywood per intraprendere l'attività di attrice, ebbe una carriera brevissima. Nel 1927 ottenne la sua prima parte nel film Annie Laurie con Lillian Gish. Direttore artistico dell'opera era suo marito, Merrill Pye, sposato l'anno prima, da cui divorzierà nel 1932. Scelta fra le tredici WAMPAS Baby Stars del 1927, recitò tuttavia in soli tre film ancora, l'ultimo dei quali fu Alex the Great, del 1928, con Richard Gallagher e Albert Conti.
Patricia Avery morì nel 1973, a settantun anni. È sepolta nel Forest Lawn Memorial Park di Los Angeles accanto al marito Leland Anderson (1907-1960).

## Riconoscimenti
- WAMPAS Baby Star nel 1927

## Filmografia
- Annie Laurie (1927)
- A Light in the Window (1927)
- Night Life (1927)
- Alex the Great (1928)